# Walentyn Kostenko
Walentyn Hryhorowytsch Kostenko (ukrainisch Валентин Григорович Костенко, russisch Валентин Григорьевич Костенко Walentin Grigorjewitsch Kostenko; * 16. Julijul. / 28. Juli 1895greg. in Urasowo, Gouvernement Woronesch, Russisches Kaiserreich; † 14. Juli 1960 in Charkiw, Ukrainische SSR) war ein ukrainischer Komponist, Musikwissenschaftler, Musikkritiker und Pädagoge.

## Leben
Walentyn Kostenko kam im Dorf Urasowo (Уразово) in der Sloboda-Ukraine, heute eine Siedlung städtischen Typs in der russischen Oblast Belgorod, zur Welt.
Zwischen 1905 und 1914 war er Sänger an der Sankt Petersburger Hofkapelle.
Er absolvierte 1921 das Petrograder Konservatorium und ging 1922 in die Ukraine.
Von 1923 an war er Professor für Musik und Theater in Charkow und Musikdirektor des ukrainischen Rundfunks.
Ab 1926 publizierte er als Musikwissenschaftler Artikel in der Presse und 1928 veröffentlichte er das Buch Ukrainische Volkslieder und Musik.
In den Jahren 1927 bis 1932 war er Mitglied der Vereinigung der revolutionären Komponisten der Ukraine.
Den Zweiten Weltkrieg verbrachte er in Charkiw. Nach dem Krieg wurde er 1946 von einem sowjetischen Gericht  zu 10 Jahren Lagerhaft (nach anderen Quellen war es 1950 und 25 Jahre Haft) verurteilt. 1956 wurde er rehabilitiert und entlassen. Er starb 64-jährig in Charkiw.

## Werk
Seine Kompositionen waren von der zeitgenössischen europäischen Musik beeinflusst. 
Unter anderem komponierte er die Opern Karmaljuk, Die Karpaten und, nach dem Stück von Taras Schewtschenko, Nazar Stodolia. Darüber hinaus schrieb er das Ballett Оживлений степ Lebhafte Steppe die Symphonie Das Jahr 1917,  eine Suite für Sinfonieorchester sowie sechs Streichquartette, Chorstücke, Stücke für Violine und Klavier und Filmmusik.
Seine Werke wurden auf den Bühnen der Opernhäuser in Odessa, Charkiw und Lwiw von den besten Sängern der Epoche aufgeführt.
Zu seinen wissenschaftlichen Publikationen zählen die 1922 erschienenen Studien über Pawlo Senytsia, die Rolle von Volksliedern in der ukrainischen Musik von 1928 und über den Einfluss des deutschen Expressionismus auf die ukrainische Musik (1929).